# Route nationale 137bis
Die Route nationale 137Bis, kurz N 137Bis oder RN 137Bis, war eine französische Nationalstraße.
Die Straße wurde 1862 zwischen der Nationalstraße 178 südlich von Nantes und La Roche-sur-Yon festgelegt und geht auf die Route stratégique 25 zurück. Ihre Länge betrug 53,5 Kilometer. 1973 wurde sie komplett abgestuft.